# Maffei 1
Pour les articles homonymes, voir Maffei.
Maffei 1 est une galaxie située dans la constellation de Cassiopée et physiquement proche du Groupe local, le groupe de galaxies dont fait partie notre Voie lactée. Elle fait partie du groupe IC 342/Maffei, un groupe de galaxies présentant des similitudes avec le Groupe local, étant comme ce dernier subdivisé en deux sous-structures chacune centrée sur une galaxie dominante. Maffei 1 est nommée en l'honneur de son découvreur, l'astronome italien Paolo Maffei, également découvreur de Maffei 2, une galaxie voisine plus massive.
Maffei 1 fait partie du sous-groupe dit de Maffei, dominé par sa consœur Maffei 2. Malgré sa proximité avec le Groupe local, Maffei 1 est extrêmement difficile à observer : située presque exactement dans le plan galactique (latitude galactique de -0,55°), elle est soumise à une extinction considérable, lui conférant une magnitude apparente très élevée, de l'ordre de 17, ce qui explique sa découverte tardive (1968) pour une galaxie de cette taille et de cette distance.

## Note
1. 1 2  
(en) A. Vallenari et al. (Gaia collaboration), « Gaia Data Release 3 : Summary of the content and survey properties », Astronomy & Astrophysics, vol. 674,‎ juin 2023, article no A1 (DOI 10.1051/0004-6361/202243940, Bibcode 2023A&A...674A...1G, arXiv 2208.00211).
 Notice Gaia DR3 pour cette source sur VizieR.
2. ↑  (en) Paolo Maffei, ''Infrared Object in the Region of IC 1895, Publications of the Astronomical Society of the Pacific, 80, 618-621 (1968) Voir en ligne.